# A Minha Vitória Tem Sabor de Mel - Ao Vivo
A Minha Vitória Tem Sabor de Mel - Ao Vivo é o primeiro álbum ao vivo da cantora de gênero gospel Damares. Lançado pela gravadora Louvor Eterno, o álbum contém músicas do DVD homônimo gravado no Curitiba Master Hall, Paraná em 30 de maio de 2009; produzido pelo maestro Melk Carvalhedo e dirigido por Adelar Grando, o evento reuniu cerca de sete mil pessoas. Foi gravado em FullHD.
Em seu encarte, o disco possui canções do álbum Apocalipse e de trabalhos anteriores.
O lançamento do DVD e CD foi na ExpoCristã 2009, além de ser feita uma turnê em nome do disco, intitulada "Tour Damares 2009". Iniciou em 17 de dezembro de 2009 e terminou em 20 de dezembro de 2010.[carece de fontes?]

## Faixas
1. Abertura - Yeshua (Agailton Silva)
2. Milagre (Os Galileos e Damares)
3. A Batalha do Arcanjo (Agailton Silva)
4. Diário de um Vencedor (Edmar Santana)
5. O Que Deus Faz (Agailton Silva)
6. Não Toque no Ungido (Rick e Renan)
7. Apocalipse (Agailton Silva)
8. É A Sua Vez (Roberto Reis)
9. Deixa Senhor (Agailton Silva)
10. Sabor de Mel (Agailton Silva)
11. Adore A Ele (Agailton Silva)
12. O Inferno Vai Cair (Os Galileus)
13. Aqui tem unção (Agailton Silva)

DVD